# Maria Höfl-Riesch
Maria Höfl-Riesch z d. Riesch (ur. 24 listopada 1984 w Garmisch-Partenkirchen) – niemiecka narciarka alpejska, czterokrotna medalistka olimpijska, wielokrotna medalistka mistrzostw świata juniorów i seniorów oraz zdobywczyni Pucharu Świata.

## Kariera
Startowała z powodzeniem we wszystkich konkurencjach, najlepsze wyniki osiągając w slalomie specjalnym, zjeździe oraz w kombinacji. Po raz pierwszy na arenie międzynarodowej pojawiła się 29 listopada 1999 roku w Kaunertal, gdzie w zawodach uniwersyteckich była osiemnasta w slalomie. W 2000 roku wystartowała na mistrzostwach świata juniorów w Quebecu, jednak zajmowała odległe pozycje. Na rozgrywanych rok później mistrzostwach świata juniorów w Verbier była trzecia w zjeździe i druga w supergigancie. Dwa medale przywiozła także z mistrzostw świata juniorów w Tarvisio, zwyciężając w supergigancie i zajmując drugie miejsce w slalomie. Kolejne trofea wywalczyła na mistrzostwach świata juniorów w Briançonnais w 2003 roku, gdzie wygrała kombinację, a w gigancie była trzecia. Ostatnie sukcesy w tej kategorii wiekowej osiągnęła podczas MŚJ w Mariborze w 2004 roku, gdzie zwyciężyła w zjeździe i gigancie.
W zawodach Pucharu Świata zadebiutowała 16 lutego 2001 roku w Garmisch-Partenkirchen, zajmując 20. miejsce w supergigancie. Tym samym już w swoim debiucie zdobyła pierwsze pucharowe punkty. Pierwsze podium w zawodach tego cyklu wywalczyła 22 grudnia 2002 roku w Lenzerheide, gdzie była trzecia w kombinacji. Nieco ponad rok później, 30 stycznia 2004 roku w Haus po raz pierwszy zwyciężyła w zawodach PŚ, wygrywając bieg zjazdowy. Łącznie Höfl-Riesch 54. razy stawał na podium, odnosząc przy tym 27. zwycięstw. Najlepsze wyniki osiągnęła w sezonie 2010/2011, kiedy zdobyła Kryształową Kulę za zwycięstwo w klasyfikacji generalnej. W tym samym sezonie była też druga w klasyfikacjach zjazdu i supergiganta oraz trzecia w slalomie i kombinacji. W klasyfikacji generalnej była ponadto druga w sezonach 2008/2009, 2009/2010, 2012/2013 i 2013/2014 oraz trzecia w sezonach 2003/2004, 2007/2008 i 2011/2012. Kilkukrotnie sięgała też po Małą Kryształową Kulę za zwycięstwa w poszczególnych klasyfikacjach: w supergigancie i superkombinacji w sezonie 2007/2008, w slalomie w sezonach 2008/2009 i 2009/2010 oraz w zjeździe w sezonie 2013/2014.
W 2003 roku wystąpiła na mistrzostwach świata w Sankt Moritz, gdzie jej najlepszym wynikiem było piąte miejsce w kombinacji. Z powodu kontuzji nie wystąpiła na mistrzostwach świata w Bormio w 2005 roku oraz rozgrywanych rok później igrzyskach olimpijskich w Turynie. Bez medalu wróciła również z mistrzostw świata w Åre w 2007 roku, jednak na rozgrywanych dwa lata później mistrzostwach świata w Val d’Isère zwyciężyła w slalomie. Na tych samych mistrzostwach była też między innymi czwarta w superkombinacji, przegrywając walkę o medal z Austriaczką Elisabeth Görgl. Pierwszy medal olimpijski zdobyła na igrzyskach w Vancouver w 2010 roku, gdzie wygrała superkombinację. W zawodach tych wyprzedziła bezpośrednio Julię Mancuso z USA oraz Szwedkę Anję Pärson. Osiem dni później powtórzyła ten wynik, zwyciężając w slalomie i pokonując Marlies Schild z Austrii oraz Czeszkę Šárkę Záhrobską. Kolejne dwa medale zdobyła podczas mistrzostw świata w Garmisch-Partenkirchen w 2011 roku. Zarówno w zjeździe jak i supergigancie zajmowała tam trzecie miejsce, plasując się odpowiednio za Görgl i Lindsey Vonn oraz Görgl i Mancuso. Na mistrzostwach świata w Schladming w 2013 roku była najlepsza w superkombinacji, a w zjeździe była trzecia, przegrywając jedynie z Francuzką Marion Rolland i Włoszką Nadią Fanchini. Brała również udział w igrzyskach olimpijskich w Soczi w 2014 roku, gdzie zwyciężyła w superkombinacji. Ponadto była tam druga za Austriaczką Anną Fenninger w supergigancie oraz czwarta w slalomie, w którym w walce o podium lepsza była Kathrin Zettel z Austrii.
W marcu 2014 roku zakończyła karierę.
14 kwietnia 2011 roku wyszła za mąż za swego managera, Marcusa Höfla.
Jej młodsza siostra, Susanne Riesch, również uprawia narciarstwo alpejskie. Jest siostrzenicą byłego niemieckiego bobsleisty, Wolfganga Zimmerera.
Jest oficerem Bundeszollverwaltung (Federalna Służba Celna).

## Osiągnięcia

### Igrzyska olimpijskie
| Miejsce | Dzień        | Rok  | Miejscowość     | Konkurencja     | Czas biegu | Strata | Zwycięzca                 |
| ------- | ------------ | ---- | --------------- | --------------- | ---------- | ------ | ------------------------- |
| 8.      | 17 lutego    | 2010 | Whistler        | Zjazd           | 1:46,26    | +2,07  | Lindsey Vonn              |
| 1.      | 18 lutego    | 2010 | Whistler        | Superkombinacja | 2:09,14    | –      | –                         |
| 8.      | 20 lutego    | 2010 | Whistler        | Supergigant     | 1:21,46    | +1,32  | Andrea Fischbacher        |
| 10.     | 24/25 lutego | 2010 | Whistler        | Gigant          | 2:27,97    | +0,86  | Viktoria Rebensburg       |
| 1.      | 26 lutego    | 2010 | Whistler        | Slalom          | 1:42,89    | –      | –                         |
| 1.      | 10 lutego    | 2014 | Krasnaja Polana | Superkombinacja | 2:34,62    | –      | –                         |
| 13.     | 12 lutego    | 2014 | Krasnaja Polana | Zjazd           | 1:41,57    | +1,17  | Dominique Gisin Tina Maze |
| 2.      | 15 lutego    | 2014 | Krasnaja Polana | Supergigant     | 1:25,52    | +0,55  | Anna Fenninger            |
| DNS1    | 18 lutego    | 2014 | Krasnaja Polana | Gigant          | 2:36,87    | -      | Tina Maze                 |
| 4.      | 21 lutego    | 2014 | Krasnaja Polana | Slalom          | 1:44,54    | +1,19  | Mikaela Shiffrin          |

### Mistrzostwa świata
| Miejsce | Dzień     | Rok  | Miejscowość | Konkurencja     | Czas biegu | Strata | Zwycięzca            |
| ------- | --------- | ---- | ----------- | --------------- | ---------- | ------ | -------------------- |
| DNF1    | 3 lutego  | 2003 | St. Moritz  | Supergigant     | 1:27,48    | -      | Michaela Dorfmeister |
| 17.     | 9 lutego  | 2003 | St. Moritz  | Zjazd           | 1:34,30    | +0,99  | Mélanie Turgeon      |
| 5.      | 10 lutego | 2003 | St. Moritz  | Kombinacja      | 2:41,63    | +2,97  | Janica Kostelić      |
| DNF1    | 13 lutego | 2003 | St. Moritz  | Gigant          | 2:30,97    | -      | Anja Pärson          |
| DNF1    | 15 lutego | 2003 | St. Moritz  | Slalom          | 1:39,55    | -      | Janica Kostelić      |
| 10.     | 6 lutego  | 2007 | Åre         | Supergigant     | 1:18,85    | +1,33  | Anja Pärson          |
| 7.      | 9 lutego  | 2007 | Åre         | Superkombinacja | 1:57,69    | +2,33  | Anja Pärson          |
| 9.      | 11 lutego | 2007 | Åre         | Zjazd           | 1:26,89    | +1,09  | Anja Pärson          |
| 23.     | 13 lutego | 2007 | Åre         | Gigant          | 2:31,72    | +3,01  | Nicole Hosp          |
| 8.      | 3 lutego  | 2009 | Val d’Isère | Supergigant     | 1:20,73    | +1,71  | Lindsey Vonn         |
| 4.      | 6 lutego  | 2009 | Val d’Isère | Superkombinacja | 2:20,13    | +1,54  | Kathrin Zettel       |
| 10.     | 9 lutego  | 2009 | Val d’Isère | Zjazd           | 1:30,31    | +2,11  | Lindsey Vonn         |
| 28.     | 12 lutego | 2009 | Val d’Isère | Gigant          | 2:03,49    | +11,68 | Kathrin Hölzl        |
| 1.      | 14 lutego | 2009 | Val d’Isère | Slalom          | 1:51,80    | -      | -                    |
| 3.      | 8 lutego  | 2011 | Ga-Pa       | Supergigant     | 1:51,80    | +0,21  | Elisabeth Görgl      |
| 11.     | 11 lutego | 2011 | Ga-Pa       | Superkombinacja | 1:23,82    | +1,91  | Anna Fenninger       |
| 3.      | 13 lutego | 2011 | Ga-Pa       | Zjazd           | 1:47,24    | +0,60  | Elisabeth Görgl      |
| DNF2    | 19 lutego | 2011 | Ga-Pa       | Gigant          | 2:20,54    | -      | Tina Maze            |
| 4.      | 19 lutego | 2011 | Ga-Pa       | Slalom          | 1:45,79    | +1,34  | Marlies Schild       |
| DNF     | 5 lutego  | 2013 | Schladming  | Supergigant     | 1:35,39    | -      | Tina Maze            |
| 1.      | 8 lutego  | 2013 | Schladming  | Superkombinacja | 2:39,92    | -      | -                    |
| 3.      | 10 lutego | 2013 | Schladming  | Zjazd           | 1:50,00    | +0,70  | Marion Rolland       |
| 3.      | 12 lutego | 2013 | Schladming  | Drużynowo       | -          | -      | Austria              |
| 9.      | 14 lutego | 2013 | Schladming  | Gigant          | 2:08,06    | +3,02  | Tessa Worley         |
| DNF 2   | 16 lutego | 2013 | Schladming  | Slalom          | 1:39,85    | -      | Mikaela Shiffrin     |

### Mistrzostwa świata juniorów
| Miejsce | Dzień     | Rok  | Miejscowość  | Konkurencja | Czas biegu | Strata | Zwyciężczyni                      |
| ------- | --------- | ---- | ------------ | ----------- | ---------- | ------ | --------------------------------- |
| 37.     | 25 lutego | 2000 | Québec       | Gigant      | 1:55,08    | +7,75  | Anja Pärson                       |
| 24.     | 26 lutego | 2000 | Québec       | Slalom      | 1:50,79    | +6,72  | Anja Pärson                       |
| 3.      | 6 lutego  | 2001 | Verbier      | Zjazd       | 1:33,56    | +0,73  | Astrid Vierthaler                 |
| 2.      | 7 lutego  | 2001 | Verbier      | Supergigant | 1:33,54    | +0,21  | Kathrin Wilhelm                   |
| 13.     | 10 lutego | 2001 | Verbier      | Gigant      | 2:16,31    | +2,56  | Fränzi Aufdenblatten              |
| 14.     | 10 lutego | 2001 | Verbier      | Slalom      | 1:16,53    | +5,74  | Christine Sponring                |
| 6.      | 27 lutego | 2002 | Tarvisio     | Zjazd       | 1:29,81    | +1,55  | Julia Mancuso                     |
| 1.      | 28 lutego | 2002 | Tarvisio     | Supergigant | 1:27,54    | -      | -                                 |
| 2.      | 1 marca   | 2002 | Tarvisio     | Slalom      | 1:36,54    | +0,14  | Veronika Zuzulová                 |
| DNF1    | 3 marca   | 2002 | Tarvisio     | Gigant      | 1:52,15    | -      | Julia Mancuso                     |
| 4.      | 4 marca   | 2003 | Briançonnais | Zjazd       | 1:15,20    | +0,48  | Tamara Wolf                       |
| DNF1    | 5 marca   | 2003 | Briançonnais | Supergigant | 1:20,02    | -      | Julia Mancuso                     |
| 5.      | 7 marca   | 2003 | Briançonnais | Slalom      | 1:38,53    | +1,60  | Michaela Kirchgasser              |
| 3.      | 8 marca   | 2003 | Briançonnais | Gigant      | 2:05,70    | +1,14  | Jessica Lindell-Vikarby           |
| 1.      | 8 marca   | 2003 | Briançonnais | Kombinacja  | 25,68 pkt  | -      | -                                 |
| 1.      | 4 lutego  | 2004 | Maribor      | Zjazd       | 1:12,23    | -      | -                                 |
| DNF1    | 4 lutego  | 2004 | Maribor      | Supergigant | 1:26,79    | -      | Nadia Fanchini Andrea Fischbacher |
| 1.      | 4 lutego  | 2004 | Maribor      | Gigant      | 2:21,39    | -      | -                                 |
| DNF1    | 4 lutego  | 2004 | Maribor      | Slalom      | 1:40,73    | -      | Kathrin Zettel                    |

### Puchar Świata

#### Miejsca w klasyfikacji generalnej
- sezon 2000/2001: 109.
- sezon 2001/2002: 96.
- sezon 2002/2003: 32.
- sezon 2003/2004: 3.
- sezon 2004/2005: 43.
- sezon 2005/2006: 69.
- sezon 2006/2007: 14.
- sezon 2007/2008: 3.
- sezon 2008/2009: 2.
- sezon 2009/2010: 2.
- sezon 2010/2011: 1.
- sezon 2011/2012: 3.
- sezon 2012/2013: 2.
- sezon 2013/2014: 2

#### Miejsca na podium
| Sezon     | 1. miejsce | 2. miejsce | 3. miejsce | Razem |
| 2000/2001 | -          | -          | -          | -     |
| 2001/2002 | -          | -          | -          | -     |
| 2002/2003 | -          | -          | 1          | 1     |
| 2003/2004 | 3          | 2          | 2          | 7     |
| 2004/2005 | -          | -          | 1          | 1     |
| 2005/2006 | -          | -          | -          | -     |
| 2006/2007 | 1          | -          | -          | 1     |
| 2007/2008 | 2          | 3          | 3          | 8     |
| 2008/2009 | 5          | 2          | 3          | 10    |
| 2009/2010 | 3          | 6          | 5          | 14    |
| 2010/2011 | 6          | 7          | 3          | 16    |
| 2011/2012 | 3          | 3          | 3          | 9     |
| 2012/2013 | 1          | 2          | 2          | 5     |
| 2013/2014 | 3          | 2          | 4          | 9     |
| Suma      | 27         | 27         | 27         | 81    |

#### Zwycięstwa w zawodach
1. Haus – 30 stycznia 2004 (zjazd)
2. Haus – 1 lutego 2004 (supergigant)
3. Levi – 29 lutego 2004 (slalom)
4. Lake Louise – 1 grudnia 2006 (zjazd)
5. Cortina d’Ampezzo – 21 stycznia 2008 (supergigant)
6. Whistler – 24 lutego 2008 (superkombinacja)
7. La Molina – 14 grudnia 2008 (slalom)
8. Semmering – 29 grudnia 2008 (slalom)
9. Zagrzeb – 4 stycznia 2009 (slalom)
10. Maribor – 11 stycznia 2009 (slalom)
11. Tarvisio – 20 lutego 2009 (superkombinacja)
12. Levi – 14 listopada 2009 (slalom)
13. Sankt Moritz – 30 stycznia 2010 (zjazd)
14. Garmisch-Partenkirchen – 10 marca 2010 (zjazd)
15. Lake Louise – 3 grudnia 2010 (zjazd)
16. Lake Louise – 4 grudnia 2010 (zjazd)
17. Flachau – 11 stycznia 2011 (slalom)[4]
18. Cortina d’Ampezzo – 22 stycznia 2011 (zjazd)
19. Åre – 25 lutego 2011 (superkombinacja)
20. Åre – 27 lutego 2011 (supergigant)
21. Sankt Moritz – 29 stycznia 2012 (superkombinacja)
22. Soczi – 18 lutego 2012 (zjazd)
23. Åre – 10 marca 2012 (slalom)
24. Levi – 10 listopada 2012 (slalom)
25. Lake Louise – 6 grudnia 2013 (zjazd)
26. Lake Louise – 7 grudnia 2013 (zjazd)
27. Cortina d’Ampezzo – 24 stycznia 2014 (zjazd)

#### Pozostałe miejsca na podium w zawodach
1. Lenzerheide – 22 grudnia 2002 (kombinacja) – 3. miejsce
2. Sankt Moritz – 20 grudnia 2003 (zjazd) – 3. miejsce
3. Cortina d’Ampezzo – 14 stycznia 2004 (supergigant) – 2. miejsce
4. Levi – 28 lutego 2004 (slalom) – 3. miejsce
5. Sestriere – 11 marca 2004 (supergigant) – 2. miejsce
6. Sankt Moritz – 21 grudnia 2004 (supergigant) – 3. miejsce
7. Lake Louise – 2 grudnia 2007 (supergigant) – 2. miejsce
8. Sankt Moritz – 15 grudnia 2007 (zjazd) – 3. miejsce
9. St. Anton – 22 grudnia 2007 (superkombinacja) – 2. miejsce
10. Špindlerův Mlýn – 6 stycznia 2008 (slalom) – 3. miejsce
11. Sestriere – 10 lutego 2008 (supergigant) – 3. miejsce
12. Crans-Montana – 9 marca 2008 (superkombinacja) – 2. miejsce
13. Levi – 15 listopada 2008 (slalom) – 3. miejsce
14. Lake Louise – 5 grudnia 2008 (zjazd) – 3. miejsce
15. Garmisch-Partenkirchen – 30 stycznia 2009 (slalom) – 2. miejsce
16. Åre – 11 marca 2009 (zjazd) – 2. miejsce
17. Åre – 12 marca 2009 (supergigant) – 3. miejsce
18. Lake Louise – 4 grudnia 2009 (zjazd) – 3. miejsce
19. Lake Louise – 5 grudnia 2009 (zjazd) – 2. miejsce
20. Åre – 13 grudnia 2009 (slalom) – 2. miejsce
21. Val d’Isère – 18 grudnia 2009 (superkombinacja) – 2. miejsce
22. Haus – 8 stycznia 2010 (zjazd) – 3. miejsce
23. Flachau – 12 stycznia 2010 (slalom) – 2. miejsce
24. Maribor – 16 stycznia 2010 (gigant) – 2. miejsce
25. Maribor – 17 stycznia 2010 (slalom) – 3. miejsce
26. Cortina d’Ampezzo – 23 stycznia 2010 (zjazd) – 2. miejsce
27. Garmisch-Partenkirchen – 11 marca 2010 (gigant) – 3. miejsce
28. Garmisch-Partenkirchen – 13 marca 2010 (slalom) – 3. miejsce
29. Levi – 13 listopada 2010 (slalom) – 2. miejsce
30. Aspen – 28 listopada 2010 (slalom) – 2. miejsce
31. Lake Louise – 5 grudnia 2010 (supergigant) – 2. miejsce
32. Semmering – 28 grudnia 2010 (gigant) – 2. miejsce
33. Semmering – 29 grudnia 2010 (slalom) – 2. miejsce
34. Zagrzeb – 4 stycznia 2011 (slalom) – 2. miejsce
35. Cortina d’Ampezzo – 23 stycznia 2011 (supergigant) – 2. miejsce
36. Åre – 26 lutego 2011 (zjazd) – 3. miejsce
37. Tarvisio – 4 marca 2011 (superkombinacja) – 3.miejsce
38. Tarvisio – 6 marca 2011 (supergigant) – 3. miejsce
39. Aspen – 27 listopada 2011 (slalom) – 3. miejsce
40. Flachau – 20 grudnia 2011 (slalom) – 2. miejsce
41. Cortina d’Ampezzo – 14 stycznia 2012 (zjazd) – 3. miejsce
42. Cortina d’Ampezzo – 15 stycznia 2012 (supergigant) – 2. miejsce
43. Sankt Moritz – 28 stycznia 2012 (zjazd) – 2. miejsce
44. Soldeu – 12 lutego 2012 (gigant) – 3. miejsce
45. Lake Louise – 30 listopada 2012 (zjazd) – 3. miejsce[5]
46. Méribel – 23 lutego 2013 (zjazd) – 2. miejsce
47. Ga-Pa – 2 marca 2013 (zjazd) – 3. miejsce
48. Ga-Pa – 3 marca 2013 (supergigant) – 2. miejsce
49. Levi – 16 listopada 2013 (slalom) – 2. miejsce
50. Lienz – 29 grudnia 2013 (slalom) – 3. miejsce
51. Altenmarkt-Zauchensee – 11 stycznia 2014 (zjazd) – 3. miejsce
52. Altenmarkt-Zauchensee – 11 stycznia 2014 (superkombinacja) – 3. miejsce
53. Cortina d’Ampezzo – 23 stycznia 2014 (supergigant) – 2. miejsce
54. Cortina d’Ampezzo – 26 stycznia 2014 (supergigant) – 3. miejsce